# Publius
Publius (Afkorting P.) was een populair praenomen in het Romeinse Rijk. De naam werd gebruikt door families uit zowel de stand der patriciërs als de stand der plebejers. De vrouwelijke vorm van het praenomen was Publia. Het praenomen was van invloed op de naamgeving van de Gens Publilia en waarschijnlijk ook de Gens Publicia.
Publius was een van de meest populaire namen in de Romeinse tijd. Na Lucius, Gaius en Marcus deelde Publius de 4e plaats met Quintus. De naam Publia kwam eveneens vaak voor en is nog op inscripties uit de 3e eeuw aangetroffen.

## Herkomst
De naam is afkomstig van de Latijnse woorden populus ('volk') en publicus ('publiek, van het volk'). Hoewel de naam Publius wordt beschouwd als een typisch Latijnse naam, zijn er ook aanwijzingen dat de naam een Etruskische herkomst heeft, namelijk Puplie.

## Bekende naamdragers
Hieronder volgt een opsomming van bekende dragers van het praenomen Publius:
- Publius Aelius Hadrianus;
- Publius Aelius Ligus;
- Publius Cornelius Scipio Aemilianus Africanus minor;
- Publius Canidius Crassus;
- Publius Claudius Pulcher:

Publius Claudius Pulcher (consul in 249 v.Chr.)
Publius Claudius Pulcher (consul in 184 v.Chr.)
Publius Claudius Pulcher (praetor)
- Publius Clodius Pulcher;
- Publius Clodius Thrasea Paetus;
- Publius Cornelius Cethegus:

Publius Cornelius Cethegus (senator)
Publius Cornelius Cethegus (consul in 181 v.Chr.)
- Publius Cornelius Lentulus;
- Publius Cornelius Lentulus Spinther;
- Publius Cornelius Rufinus;
- Publius Cornelius Scipio;
- Publius Cornelius Tacitus;
- Publius Decius Mus;
- Publius Furius Medullinus Fusus;
- Publius Furius Spurii filius Philus;
- Publius Helvius Pertinax;
- Publius Herennius Dexippus;
- Publius Licinius Cornelius;
- Publius Licinius Cornelius Saloninus Valerianus;
- Publius Licinius Crassus Dives Mucianus;
- Publius Licinius Egnatius Gallienus;
- Publius Licinius Valerianus;
- Publius Manlius;
- Publius Marcus;
- Publius Mucius Scaevola:

Publius Mucius Scaevola (tribunus plebis)
Publius Mucius Scaevola (consul in 175 v.Chr.)
Publius Mucius Scaevola (consul in 133 v.Chr.)
- Publius Ostorius Scapula;
- Publius Ovidius Naso;
- Publius Papinius Statius;
- Publius Popillius Laenas;
- Publius Porcius Laeca;
- Publius Quinctilius Varus;
- Publius Rutilius Rufus;
- Publius Salvius Iulianus;
- Publius Septimius Geta;
- Publius Servilius Casca Longus;
- Publius Silius;
- Publius Silius Gaius Caecina;
- Publius Sulpicius Galba Maximus;
- Publius Sulpicius Quirinius;
- Publius Sulpicius Rufus;
- Publius Terentius Afer;
- Publius Terentius Varro Atacinus;
- Publius Valerius;
- Publius Valerius Cato;
- Publius Valerius Falto;
- Publius Valerius Publicola;
- Publius Vergilius Maro;
- Publius Villius Tappulus.